# جيمس تورانس
جيمس تورانس هو سياسي كندي، ولد في 3 سبتمبر 1855، وتوفي في 11 مايو 1923. حزبياً، نشط في حزب أونتاريو المحافظ التقدمي. وقد انتخب عضو برلمان مقاطعة أونتاريو.